# Litavski jezik
Litavski jezik, zajedno s latvijskim i izumrlim staropruskim, pripada baltičkom ogranku indoeuropske jezične skupine. Njime govori oko 3 milijuna Litavaca u Litvi i do pola milijuna u SAD-u (Chicago) i drugim iseljeničkim državama. 
Ima više narječja: aukštaitski (aukštaičiai, aukstaitiskai) [lit-auk], dzukski (dzukiskai), žemaitski (šamaitski, samožitski, zemaitis, zemaitiskai, zemačiai, nizinski litvanski) i suvalkietski (suvalkietiskai); književni jezik temelji se na južnim narječjima. Litvanski je sačuvao mnoge sastavnice iz drevnoga indoeuropskoga jezika.
Službeni je jezik države Litve te u Europskoj Uniji.

## Gramatika

#### Glagoli
Sprezanje u prezentu:
|        | dirbti = raditi | norėti = htjeti | skaityti = čitati |
| ------ | --------------- | --------------- | ----------------- |
| 1. sg. | dirbu           | noriu           | skaitau           |
| 2. sg. | dirbi           | nori            | skaitai           |
| 3. sg. | dirba           | nori            | skaito            |
| 1. pl. | dirbame         | norime          | skaitome          |
| 2. pl. | dirbate         | norite          | skaitote          |
| 3. pl  | dirba           | nori            | skaito            |

Preterit
|        | dirbti = raditi | norėti = htjeti | skaityti = čitati                        |
| ------ | --------------- | --------------- | ---------------------------------------- |
| 1. sg. | dirbau          | norėjau         | skaičiau (palatalizacija - afrikata t→č) |
| 2. sg. | dirbai          | norėjai         | skaitei                                  |
| 3. sg. | dirbo           | norėjo          | skaitė                                   |
| 1. pl. | dirbome         | norėjome        | skaitėme                                 |
| 2. pl. | dirbote         | norėjote        | skaitėte                                 |
| 3. pl  | dirbo           | norėjo          | skaitė                                   |

Buduće vrijeme - infinitiv bez sufiksa -ti + s + sufiks.
|        | dirbti = raditi | norėti = htjeti | skaityti = čitati |
| ------ | --------------- | --------------- | ----------------- |
| 1. sg. | dirb-s-iu       | norė-s-iu       | skaity-s-iu       |
| 2. sg. | dirb-s-i        | norė-s-i        | skaity-s-i        |
| 3. sg. | dirb-s          | norė-s          | skaity-s          |
| 1. pl. | dirb-s-ime      | norė-s-ime      | skaity-s-ime      |
| 2. pl. | dirb-s-ite      | norė-s-ite      | skaity-s-ite      |
| 3. pl  | dirb-s          | norė-s          | skaity-s          |

Frekventativ - infinitiv bez sufiksa -ti + dav + sufiks.
|        | dirbti = raditi | norėti = htjeti | skaityti = čitati |
| ------ | --------------- | --------------- | ----------------- |
| 1. sg. | dirb-dav-au     | norė-dav-au     | skaity-dav-au     |
| 2. sg. | dirb-dav-ai     | norė-dav-ai     | skaity-dav-ai     |
| 3. sg. | dirb-dav-o      | norė-dav-o      | skaity-dav-o      |
| 1. pl. | dirb-dav-ome    | norė-dav-ome    | skaity-dav-ome    |
| 2. pl. | dirb-dav-ote    | norė-dav-ote    | skaity-dav-ote    |
| 3. pl  | dirb-dav-o      | norė-dav-o      | skaity-dav-o      |

#### Kondicional
|        | dirbti = raditi    | norėti = htjeti    | skaityti = čitati    |
| ------ | ------------------ | ------------------ | -------------------- |
| 1. sg. | dirb-č-iau         | norė-č-iau         | skaity-č-iau         |
| 2. sg. | dirb-t-um(ei)      | norė-t-um(ei)      | skaity-t-um(ei)      |
| 3. sg. | dirb-t-ų           | norė-t-ų           | skaity-t-ų           |
| 1. pl. | dirb-t-ume / umėme | norė-t-ume / umėme | skaity-t-ume / umėme |
| 2. pl. | dirb-t-ute / umėte | norė-t-ute / umėte | skaity-t-ute / umėte |
| 3. pl  | dirb-t-ų           | norė-t-ų           | skaity-t-ų           |

#### Imperativ
|        | dirbti = raditi | norėti = htjeti | skaityti = čitati |
| ------ | --------------- | --------------- | ----------------- |
| 1. sg. | –               | –               | –                 |
| 2. sg. | dirb-k          | norė-k          | skaity-k          |
| 3. sg. | tegu + prezent  | tegu + prezent  | tegu + prezent    |
| 1. pl. | dirb-k-ime      | norė-k-ime      | skaity-k-ime      |
| 2. pl. | dirb-k-ite      | norė-k-ite      | skaity-k-ite      |
| 3. pl  | tegu + prezent  | tegu + prezent  | tegu + prezent    |

## Brojevi
| broj | litavski           |
| ---- | ------------------ |
| 1    | vienas             |
| 2    | du, dvi            |
| 3    | trys               |
| 4    | keturi, keturios   |
| 5    | penki, penkios     |
| 6    | šeši, šešios       |
| 7    | septyni, septynios |
| 8    | aštuoni, aštuonios |
| 9    | devyni, devynios   |
| 10   | dešimt             |
| 11   | vienuolika         |
| 12   | dvylika            |
| 13   | trylika            |
| 14   | keturiolika        |
| 15   | penkiolika         |
| 16   | šešiolika          |
| 17   | septyniolika       |
| 18   | aštuoniolika       |
| 19   | devyniolika        |
| 20   | dvydešimt          |
| 30   | trysdešimt         |
| 40   | keturiasdešimt     |
| 50   | penkiasdešimt      |
| 60   | šešiasdešimt       |
| 70   | septyniasdešimt    |
| 80   | aštuoniasdešimt    |
| 90   | devyniasdešimt     |
| 100  | šimtas             |
| 1000 | tūkstantis         |

## Vanjske poveznice
- Ethnologue (14th)
- Ethnologue (15th)